# Chips & Technologies

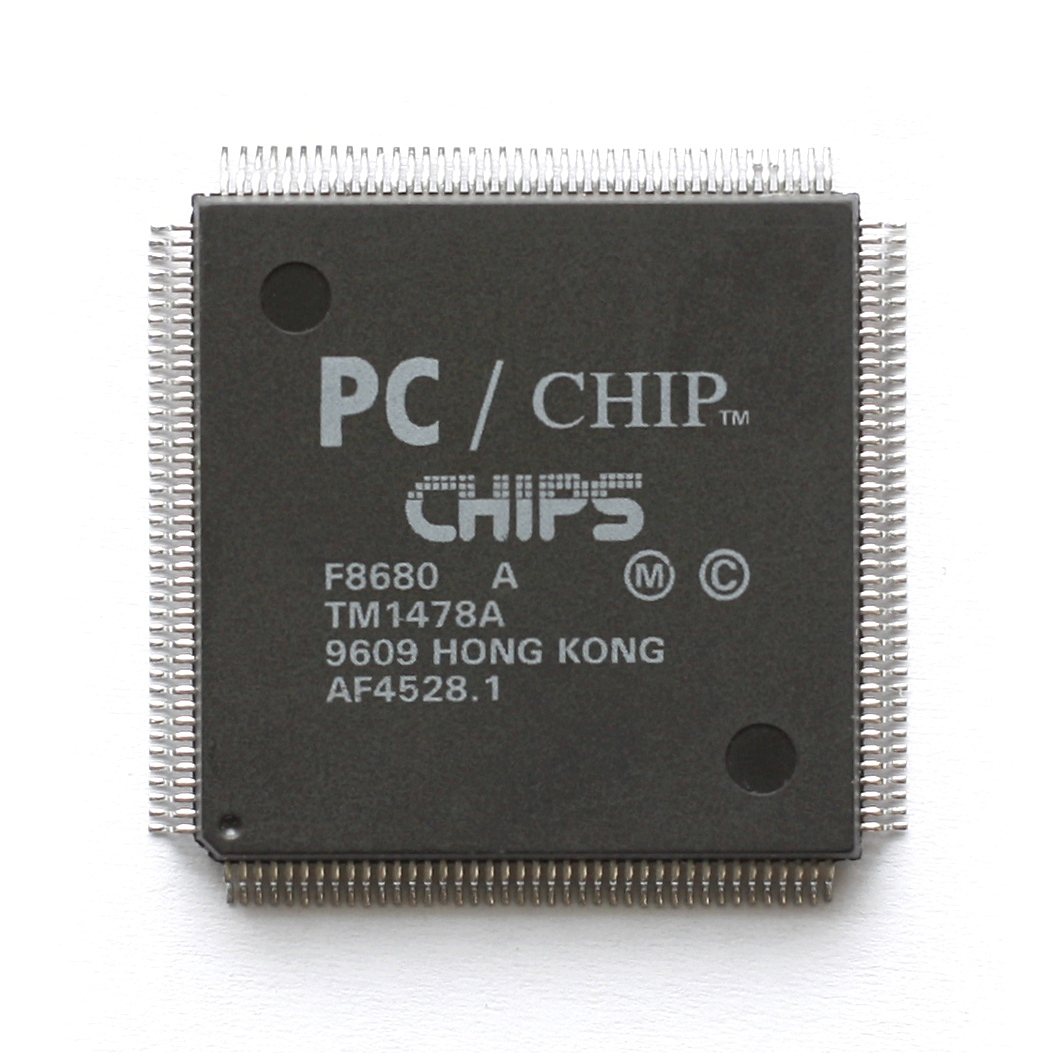
Das x86-kompatible SoC mit der Bezeichnung F8680 von Chips & Technologies.

Chips & Technologies (auch: CHIPS & Technology oder nur „CHIPS“) war das erste Fabless-Halbleiterunternehmen, besaß also keine eigenen Fertigungsstätten. Dieses Geschäftsmodell wurde von dem Gründer des Unternehmens, Gordon Campbell, entwickelt. Co-Founder war Dado Banatao.
Das erste Produkt war ein EGA-kompatibler Grafikchip. Diesem folgten Chipsätze für PC-Mainboards und weitere Grafikchips. Chips & Technologies entwickelte außerdem einen 80386-kompatiblen Mikroprozessor, den Super386. Er wurde trotz mancher Vorteile nicht so erfolgreich und bekannt wie die Prozessoren von Intel, AMD und Cyrix.
Neben IBM war Chips & Technologies das erste Unternehmen, das einen VGA-Chip anbot. Der 82C451 öffnete den Markt, der bald auch von anderen Unternehmen wie Trident Microsystems, Western Digital, Cirrus Logic, Oak Technology und anderen betreten wurde. 1997 wurde Chips & Technologies vor allem wegen der Grafiksparte von Intel übernommen.